# Амурський українець
Амурський українець — українська газета в Благовіщенську. За деякими даними видавалася 1920 року місцевим Українським клубом.